# Cantalupo nel Sannio
Cantalupo nel Sannio is een gemeente in de Italiaanse provincie Isernia (regio Molise) en telt 754 inwoners (31-12-2004). De oppervlakte bedraagt 15,5 km², de bevolkingsdichtheid is 49 inwoners per km².

## Demografie
Cantalupo nel Sannio telt ongeveer 333 huishoudens. Het aantal inwoners daalde in de periode 1991-2001 met 3,3% volgens cijfers uit de tienjaarlijkse volkstellingen van ISTAT.
| Jaar | Inwoneraantal |
| ---- | ------------- |
| 1991 | 761           |
| 2001 | 736           |

## Geografie
Cantalupo nel Sannio grenst aan de volgende gemeenten: Macchiagodena, Roccamandolfi, San Massimo (CB), Santa Maria del Molise.